# ジョヴァンニ・アリギ
ジョヴァンニ・アリギ（Giovanni Arrighi、1937年7月7日 - 2009年6月18日）は、イタリア・ミラノ出身の歴史社会学者。専門は、政治経済学、植民地主義と資本主義の分析、世界システム論。
ポッコーニ大学卒業。1960年ミラノ大学で博士号（経済学）取得。1963年から1966年までローデシア共和国（現ジンバブエ）などで教鞭を執ったが、マルクス主義的な政治活動を理由に逮捕され、国外退去処分を受け、タンザニアに移る（この時期にイマニュエル・ウォーラーステインと知り合う）。1969年にイタリアに帰国し、トレント大学に職を得た。1979年に渡米し、ニューヨーク州立大学ビンガムトン校教授を経て、1998年からジョンズ・ホプキンス大学社会学部教授。

## 著書

### 単著
- The Political Economy of Rhodesia, (Mouton, 1967).
- The Geometry of Imperialism: the Limits of Hobson's Paradigm, trans. by Patrick Camiller, (NLB, 1978, rev. ed., 1983).
- The Long Twentieth Century: Money, Power, and the Origins of Our Time, (Verso, 1994).

土佐弘之監訳『長い20世紀――資本、権力、そして現代の系譜』、作品社、2009年
- Adam Smith in Beijing: Lineages of the Twenty-first Century, (Verso, 2007).

中山智香子監訳『北京のアダム・スミス――21世紀の諸系譜』、作品社、2011年

### 共著
- Essays on the Political Economy of Africa, with John S. Saul, (Monthly Review Press, 1973).
- Antisystemic Movements, with Terence K. Hopkins and Immanuel Wallerstein, (Verso, 1989).

太田仁樹訳『反システム運動』（大村書店, 1992年／新装版、1998年）
- Transforming the Revolution: Social Movements and the World-system, with Samir Ami, Andre Gunder Frank, and Immanuel Wallerstein, (Monthly Review Press, 1990).
- Chaos and Governance in the Modern World System, with Beverly J. Silver, et al., (University of Minnesota Press, 1999).
- Kritik Der Weltordnung, Thomas Atzert/Jost Muller(Hg.) , (ID Verlab,Berlin, 2003).

島村賢一訳『新世界秩序批判』（以文社, 2005年）

### 編著
- Semiperipheral Development: the Politics of southern Europe in the Twentieth Century, (Sage, 1985).

### 共編著
- The Resurgence of East Asia: 500, 150 and 50 Year Perspectives, co-edited with Takeshi Hamashita and Mark Selden, (Routledge, 2003).

## 日本語訳論文
- 「近代世界システムの形成と変容におけるヘゲモニー国家の役割」松田武・秋田茂編『ヘゲモニー国家と世界システム――20世紀をふりかえって』（山川出版社、2002年）